# Neuton Chikhli Kalan
Neuton Chikhli Kalan è una suddivisione dell'India, classificata come nagar panchayat, di 10.850 abitanti, situata nel distretto di Chhindwara, nello stato federato del Madhya Pradesh. In base al numero di abitanti la città rientra nella classe IV (da 10.000 a 19.999 persone).

## Geografia fisica
La città è situata a 22° 13' 00 N e 78° 44' 09 E.

## Società

### Evoluzione demografica
Al censimento del 2001 la popolazione di Neuton Chikhli Kalan assommava a 10.850 persone, delle quali 5.651 maschi e 5.199 femmine. I bambini di età inferiore o uguale ai sei anni assommavano a 1.248, dei quali 636 maschi e 612 femmine. Infine, coloro che erano in grado di saper almeno leggere e scrivere erano 7.343, dei quali 4.296 maschi e 3.047 femmine.